# Парана
Вижте пояснителната страница за други значения на Парана.
Парана̀ (на португалски: Paraná и на испански: Paraná, на езика на индианците гуарани – голяма река) е втората по дължина и водосборен басейн  река в Южна Америка, протичаща през Бразилия, Парагвай и Аржентина и вливаща се в Атлантическия океан. Дължината ѝ е 2451 km (заедно с лявата съставяща я река Рио Гранди – 3906 km). Площ на водосборния басейн – 2 582 672 km².

## Извор, течение, устие
Река Парана се образува на 325 m н.в., във водите на язовира „Солтейра“, на границата на трите бразилски щата Минас Жерайс, Мато Гросо и Парана от сливането на двете големи съставящи я реки Рио Гранди (лява съставяща) и Паранаиба (дясна съставяща). След образуването си Парана тече в посока юг-югозапад пресичайки лавовото плато Парана и образувайки многочислени прагове и водопади: Урубупунга (височина 12 m), Сети Кедас (Гуайра, 33 m) и др. След водопада Сети Кедас достига до границата с Парагвай, след което на протежение повече от 850 km служи за граница най-напред между Парагвай и Бразилия, а след устието на река Игуасу – между Парагвай и Аржентина. В този участък в началото тече на юг, след това между градовете Елдорадо и Посадас – на югозапад, и накрая – на запад. В района на град Посадас навлиза в Лаплатската низина и до устието си тече през нея. След устието на река Парагвай Парана рязко завива на юг, а при град Росарио – на югоизток. След устието на река Парагвай започва долното течение на реката, като се превръща в могъща и пълноводна река, с бавно и спокойно течение. Ширината на коритото ѝ достига до 2 km, на места и повече, а дълбочината 10 – 20 m. След град Росарио река Парана образува обширна делта, разделяща се на 11 големи ръкава (най-голям Парана Гуасу), чрез която се влива в залива-естуар Ла Плата, на около 50 km северно от Буенос Айрес.

## Притоци
Река Парана получава няколко стотин притоци с дължина над 100 km, като най-големите са:
- → Рио Гранди (1360 km), Бразилия
- ← Паранаиба (1194 km), Бразилия
- → Тиете (1136 km), Бразилия
- ← Сукурио, Бразилия
- → Агуапеи (420 km), Бразилия
- ← Рио Верди, Бразилия
- → Пейши (248 km), Бразилия
- ← Рио Пардо (600 km), Бразилия
- → Паранапанема (929 km), Бразилия
- ← Ивинеймо (595 km), Бразилия
- → Иваи (798 km), Бразилия
- ← Амамбаи, Бразилия
- → Пикири (660 km), Бразилия
- ← Акараи, Парагвай
- → Игуасу (1320 km), Бразилия и Аржентина
- ← Парагвай (2695 km), Бразилия, Боливия, Парагвай и Аржентина
- → Кориентес (500 km), Аржентина
- → Гуайкираро (158 km), Аржентина
- → Фелисиано (198 km), Аржентина
- ← Рио Саладо (2355 km), Аржентина
- ← Каркараня (240 km), Аржентина
- → Гаулегуай (375 km), Аржентина
- → Уругвай (1838 km), Бразилия, Уругвай и Аржентина

## Хидрология
Река Парана има предимно дъждовно подхранване, с два ясно изразени периоди на пълноводие. Главното пълноводие е от януари до май в резултат от летните дъждове в горната част на водосборният ѝ басейн и второ по-слабо пълноводие от юни до август в резултат от зимните дъждове в долната част на басейна ѝ. Средният годишен отток в долното течение е 17 300 m³/s, максимален – над 30 000 m³/s, минимален – 7000 – 1000 m³/s. Обемът на годишният ѝ отток се равнява на около 480 km³, а заедно с река Уругвай – около 650 km³. Реката внася в океана около 150 млн. т. наноси годишно и нейните мътни води се проследяват в открито море на 100 – 150 km от брега.

## Стопанско значение, селища
До град Росарио (на 640 km от устието) спокойно се изкачват морски съдове с газене до 7 m. Речни съдове с газене до 4 m достигат до град Посадас, а по време на лятното пълноводие – до устието на река Игуасу. Реката притежава голям хидроенергиен потенциал в размер на около 20 Гвт. В горното част на течението ѝ, в Бразилия и по границата с Парагвай е изградена каскада от 4 язовира, като най-големите ВЕЦ-ове са с проектна мощност 1,4 Гвт (ВЕЦ „Жупия“) и 3,2 Гвт (ВЕЦ „Солтейра“).
По течението на Парана са разположени градовете Посадас, Кориентес, Санта Фе и Парана, Росарио, а на бреговете на залива-естуар ла Плата – Буенос Айрес столицата на Аржентина) и Монтевидео (столицата на Уругвай.

## Историческа справка
Устието на реката (естуара Ла Плата) за първи път е посетен от испанския мореплавател Хуан Диас де Солис през 1515 г., а през 1520 г. – от Фернандо Магелан по време на неговото околосветско плаване. Много по-детайлно се е запознал със системата Ла Плата – Парана испанският мореплавател Себастиан Кабот, който през 1526 г. първи от европейците влиза в нейното устие и се изкачва на около 100 km нагоре по течението ѝ.